# Сирота, Гершон Лейбович
Ге́ршон-И́цхок Ле́йбович Сиро́та (идиш גרשון יצחק סיראָטע‎‎; 1874, Гайсин, Подольская губерния — 19 апреля 1943, Варшава, Генерал-губернаторство) — российский и польский хаззан (синагогальный кантор), исполнитель оперных арий и еврейских народных песен на идише (драматический тенор). Его называли «королём хаззанов» и «еврейским Карузо». Рассматривается как центральная фигура современного канторского пения.
Не ограничиваясь должностью хаззана, активно занимался концертной деятельностью. Был первым хаззаном, исполнение которого было записано на граммофонные пластинки. Начиная с 1902 года Гершон Сирота сделал более 175 граммофонных записей, превратив канторское искусство в один из жанров современной вокальной музыки.

## Биография

### Детство и юность. Учёба
Родился в 1874 году (точная дата неизвестна) в уездном городе Гайсин Подольской губернии Российской империи (ныне районный центр в Винницкой области Украины) в семье местного кантора Шулима-Лейба Сироты, который рано обнаружил певческий дар сына и начал заниматься с ним.
Обучение музыкальному искусству Гершон Сирота начинал с нусаха, и вскоре стал помогать отцу как певчий. Стало очевидным, что Гершон был необычным ребёнком, а в возрасте тринадцати-шестнадцати лет молва о его удивительном голосе стала распространяться по округе и достигла еврейской общины в Одессе, куда он приехал со своим отцом посетить своего деда. Отцу Гершона был предложен пост кантора небольшой общины, и он с семьёй переезжает в Одессу.
Хормейстер Шалашной синагоги Яковкин принял Гершона в хор, где он быстро стал солистом, а затем и помощником кантора. Пение юного Сироты услышал барон Колбас, ректор Одесской консерватории, после чего принял его в консерваторию и назначил стипендию.
В то же время Гершону предложили пост первого кантора в синагоге Приказчиков в пригороде Одессы. Ему исполнилось 18 лет, и по традиции необходимо было жениться, что Сирота и сделал, женившись на дочери главного учредителя синагоги.
В консерватории Сирота изучал вокальное мастерство, теорию музыки и гармонию. В 1892 году барон Колбас и директор оперного театра Нарадеев предложили Сироте, увлекавшемуся творчеством Йозефа Гайдна, принять участие в исполнении его оратории «Сотворение мира». Представление, в котором был задействован выдающийся бас Лев Сибиряков, имело грандиозный успех. Сироте предложили продолжить учёбу в Венской консерватории. Отец Сироты стал всерьёз опасаться, что, увлёкшись светской музыкой, сын бросит ремесло кантора.
В Вене Сирота был представлен барону Ансельму Ротшильду как молодой кантор из Одессы с «наиболее красивым голосом нашего времени». Прослушав Сироту, барон Ротшильд предложил своё покровительство, а также пост оберкантора Вены или солиста Венской оперы. Однако в этот момент из Одессы приходит телеграмма, извещающая Сироту о смертельной болезни отца.

### Оберкантор Виленской синагоги. Начало концертной деятельности

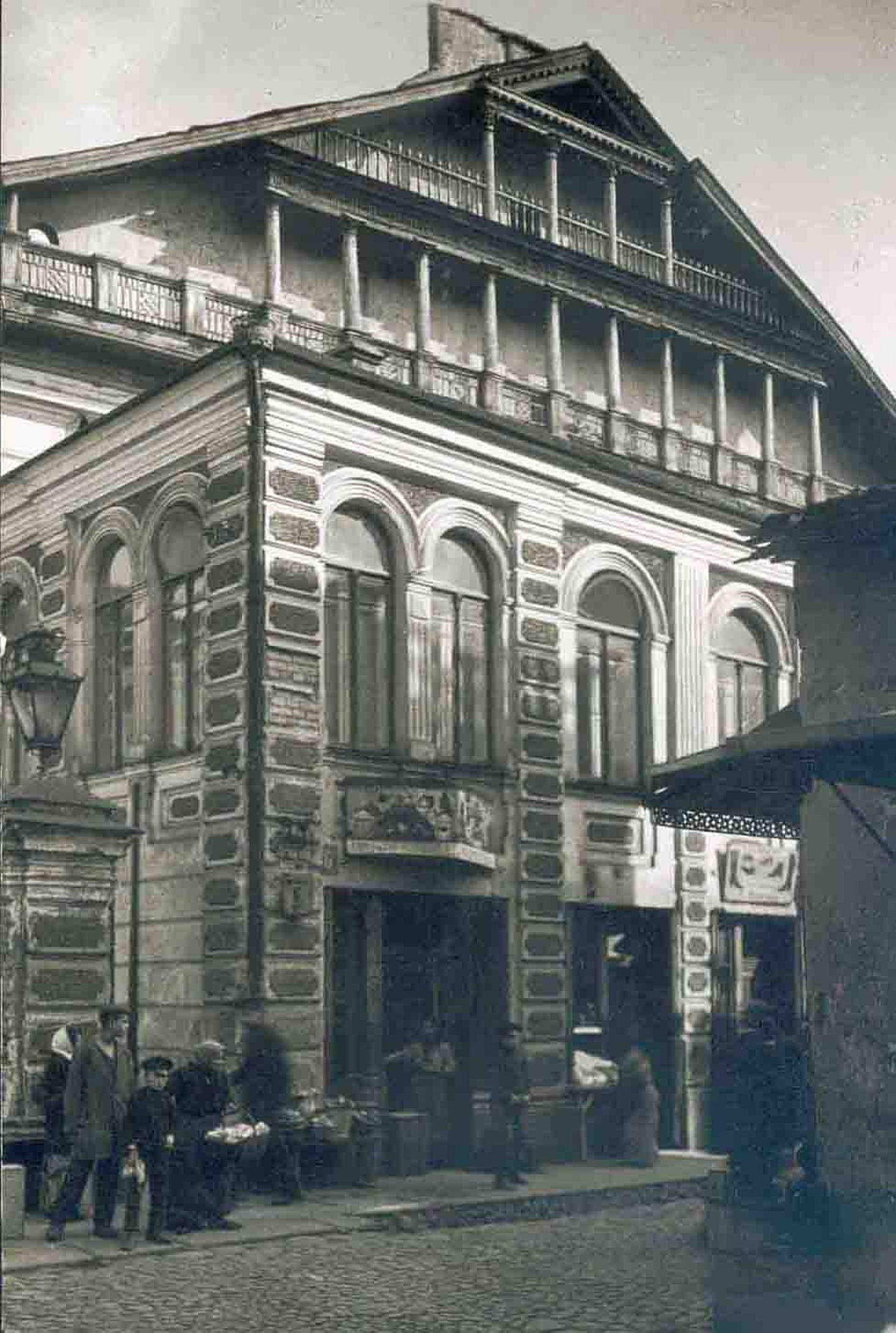
Большая виленская синагога. Фото 1934 года

В Одессе Сирота не задержался надолго. Его дарованию было тесно в скромном помещении маленькой синагоги. В 1896 году в 22-летний Гершон Сирота был вызван на конкурс по замещению престижного поста оберкантора (то есть главного кантора) Большой синагоги в Вильне. Когда к старосте синагоги Муне Солцу привели худощавого молодого человека с едва пробивающимися усиками и бородкой, Муня издевательски попросил Сироту узнать расписание обратных поездов на Одессу. Однако Гершон не растерялся и предложил, несмотря на отсутствие в тот момент в синагоге хора, послушать его субботнюю службу без всяких встречных обязательств. Проба прошла блестяще. Слушатели были восхищены не только удивительным по силе и красоте драматическим тенором, но и проникновенной интерпретацией религиозного содержания молитв.
Став оберкантором, Сирота занялся реорганизацией хора, преодолев сопротивление Муни Солца. Его первым хормейстером в годы работы в Вильне стал Исаак Шлоссберг, написавший для Сироты знаменитый «Рэцэй». Новый творческий этап для Сироты начался в 1902 году, когда пост хормейстера занял Лео Лёв (Лоев), организовавший сильный хор в составе более 50 человек. Лёв долго и тщательно работал с каждым кандидатом, прежде чем допустить его к пению в синагоге.
Именно Лёв предложил Сироте дать концерт с хором с религиозными произведениями и еврейскими народными песнями на концертной площадке. Это в те времена расценивалось как неслыханная дерзость и вызвало резкий протест у руководства общины и ряда её членов, возмутившихся тем, что они собирались исполнять священные молитвы для нееврейской аудитории в танцевальном зале. Над Сиротой и Лёвом нависла опасность увольнения. Однако концерт Сироты в сопровождении реорганизованного Лёвом хора в Барацком концертном зале, крупнейшем в Вильне, имел оглушительный успех у зрителей и получил восторженные отзывы в прессе. Шумный успех побудил Сироту и Лёва дать серию аналогичных концертов в Минске, Гродно, Белостоке, Варшаве и других крупных центрах еврейской культуры в пределах черты оседлости. Такие гастроли стали традиционными. Присутствовавший на выступлении в Вильне виленской губернатор князь Пётр Святополк-Мирский поспособствовал тому, что Сирота получил приглашение выступить на специальном концерте в Царском Селе для императора России Николая II и членов его семьи.
9 лет, проведённых в Вильне, на посту оберкантора Большой Виленской синагоги, стали наиболее счастливыми в его жизни. Сирота заслужил любовь и почёт еврейской общины; даже Муня Солц, вначале державший дистанцию, благоволил Сироте, который получил пожизненный контракт и признание во многих странах. Но после смерти Муни Солца Сирота не нашёл взаимопонимания с новым руководством Виленской синагоги.

### Оберкантор Варшавской синагоги. Вершина славы
Знаменитый кантор варшавской синагоги Сирота устраивает завтра в Большом зале консерватории свой единственный концерт. У Сироты великолепный колоратурный тенор, соперничающий по красоте и силе звука с голосами Таманьо и Карузо. Вся программа посвящена еврейскому духовному пению. Билеты почти все распроданы.
В 1905 году 31-летний Сирота был приглашён на конкурс на замещение должности оберкантора крупнейшей в мире Большой синагоги на улице Тломацкой в Варшаве, известной также как Тломацкая синагога, которая была центром реформисткого иудаизма в Польше.
Прослушивание Сироты за алтарём синагоги на Тломацкой улице не оставило сомнений, и конкурсный комитет единогласно избрал его оберкантором. Однако Сироту не устраивали тамошние хор и хормейстер, и, вступив на пост оберкантора, он занялся преобразованием хора. В 1908 году Сирота добивается назначения хормейстером Лео Лёва, занимавшего до того аналогичный пост в синагоге в Бухаресте. Голос Сироты описывался как тёплый драматический тенор с высоко развитой колоратурой и орнаментацией.
В годы оберканторства в Тломацкой синагоге певческая карьера Сироты достигла зенита. Он служил раз в месяц по субботам, а также во время главных иудейских праздников. В другие три субботы месяца службу проводил его ассистент Пинхас Шерман, либо приглашённые (в основном из Вильно) молодые канторы. Сирота ежедневно занимался вокалом в синагоге, когда в помещении никого не было.

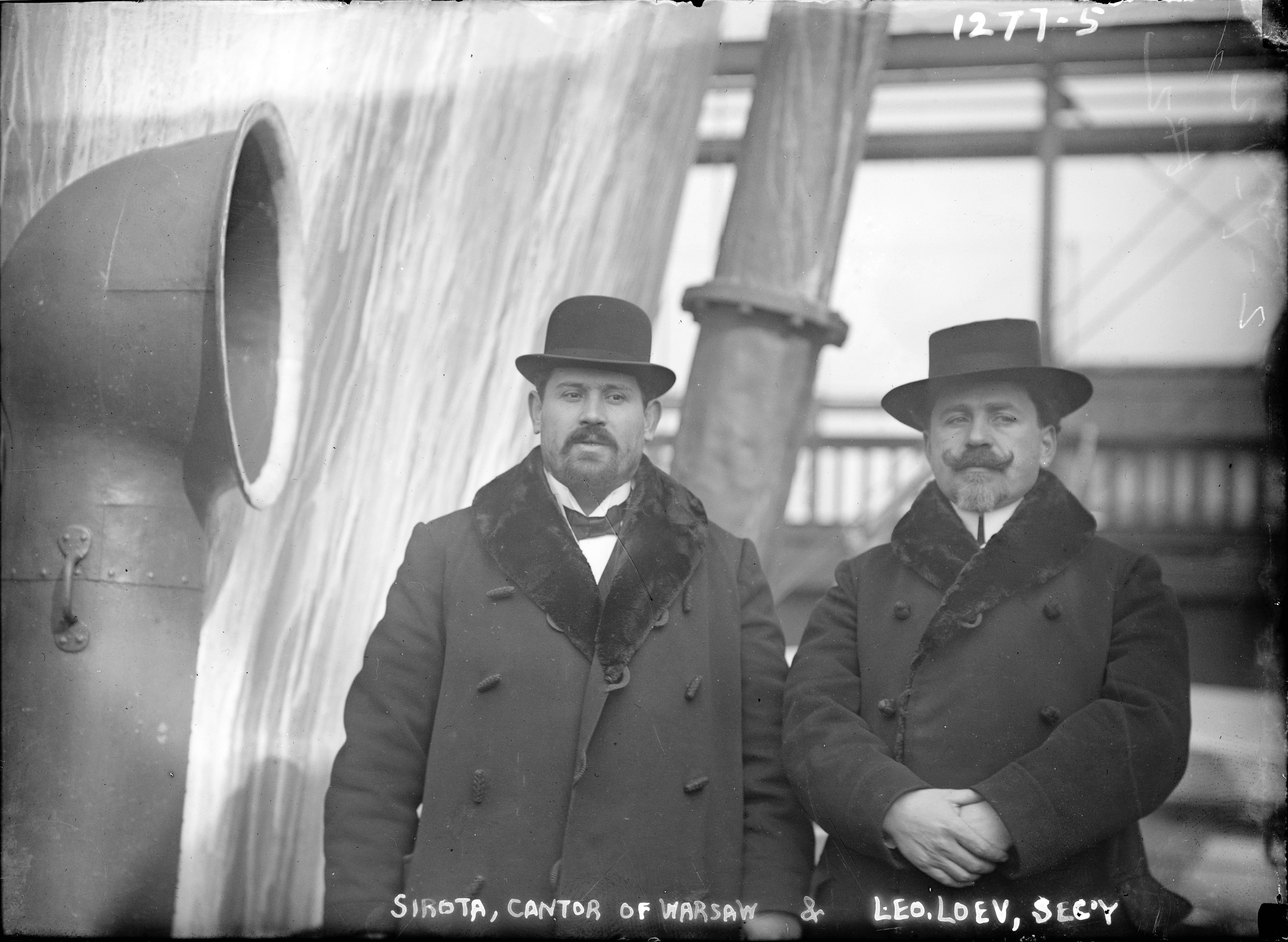
Гершон Сирота и Лео Лёв на гастролях в США. 1912 год

В этот период Лео Лёв, который был для Сироты не только хормейстером, но и другом, советчиком, импресарио и бизнес-агентом, заключил для него в конце 1911 года контракт на 25 выступлений в США, куда к тому времени переехали многие, кто ранее слышал его пение в Одессе, Вильне и Варшаве. В начале февраля 1912 года Лёв и Сирота прибыли в Нью-Йорк. Первый концерт состоялся в Карнеги-холле 14 февраля. Публика встретила Сироту 10-минутной овацией. Гершон завершил концерт романсом Радамеса из оперы Верди «Аида». Успех был ошеломляющим. Второй концерт в Нью-Йорке состоялся 18 февраля на Ипподроме. Помимо дополнительных канторских произведений, второй цонцерт включал в себя прекрасно исполненный романс Рауля из оперы Джакомо Мейербера «Гугеноты». За этим последовала серия триумфальных концертов в Бостоне, Шарлотте, Чикаго, Милуоки, Кливленде, Цинциннати, Питсбурге, Миннеаполисе и других городах. Три заключительных концерта прошли в Нью-Йорке: в Бруклинской Академии Музыки, на Ипподроме и, 13 марта снова в Карнеги-холле.
Следующие американские гастроли Сироты состоялись в Нью-Йорке уже через 10 месяцев, но без Лео Лёва. Сирота впервые исполнил субботнюю службу с хором Якова Марголиса в театре Кесслера 24 января 1913 года. Концерты были в основном литургическими и проходили с тем же успехом, что и прошлогодние. Заключительный концерт состоялся 24 мая 1913 года.
Зимой 1913—1914 годов Сирота дал несколько концертов в Санкт-Петербурге, по поводу которых столичные газеты поместили очень лестные отзывы.
Гастроли и слава Сироты обострили его отношения с общиной Тломацкой синагоги в Варшаве, так как их оберкантор стал регулярно отсутствовать. Ему предлагали переехать в США насовсем, однако Первая мировая война удержала Сироту дома.
После Первой мировой войны Польша вновь стала независимым государством. С подъёмом национализма в страну вернулась волна антисемитизма. Лео Лёв решил эмигрировать в Америку, взяв с собой оберкантора Виленской синагоги Мордехая Гершмана. Ранее эмигрировали за океан и такие известные канторы, как Йоселе Розенблатт и Зебулон Квартин.
Сам Сирота принял предложение приехать в США, но лишь как гастролирующий артист. Он связался с концертным бюро своих кузенов — братьев Уильяма и Сэмьюэла Джонас в Нью-Йорке и заключил контракт на серию концертов. В турне его сопровождали жена и двое его детей, которые, как и отец, выбрали карьеру профессиональных музыкантов — дочь Елена (сопрано) и сын Нафтали (аккомпаниатор и бизнес-агент). Лео Лёв не смог на этот раз выступать с Сиротой, так как был связан контрактными обязательствами с Мордехаем Гершманом и Борисом Томашевским.
Первый концерт этих гастролей, состоявшийся 13 марта 1921 года в Метрополитен-Опера, на котором присутствовали Артуро Тосканини, Альма Глюк, Йозеф Шварц и Йосселе Розенблатт, чуть не окончился провалом. Когда Сирота запел, его голос недотягивал до высокого уровня предыдущих выступлений и не соответствовал звучанию его грампластинок. В голосе не было прежней яркости, блеска и свободы. Розенблатт покинул зал. Публика готова была сделать вывод, что замечательный голос пропал. Но к восьмому номеру программы голос разогрелся, и вместо тяжёлого баритонального вернулся яркий и бархатный звук золотого драматического тенора. Сироте вновь рукоплескали. Талантливый юный альт Михаил Поляков спел несколько дуэтов с Гершоном. Дочь Елена спела несколько оперных арий (сам Гершон Сирота арии на этот раз не пел), а также еврейских дуэтов с отцом, а сын Нафтули аккомпанировал на органе. Возвращение Сироты из Варшавы стало триумфом. Последовали длительные концертные поездки по всей Америке. Хотя Сирота обещал вернуться на Пасху, гастроли затянулись на полгода. Когда он уже собирался садиться на пароход, ему предложили 10 тысяч долларов за три дня службы на Еврейский новый год и Судный День, главные праздники у иудеев, и Сирота не смог отказаться. В Варшаве Сироту, пропустившего главные службы в году, ожидал весьма холодный приём. Но в тот раз всё обошлось.

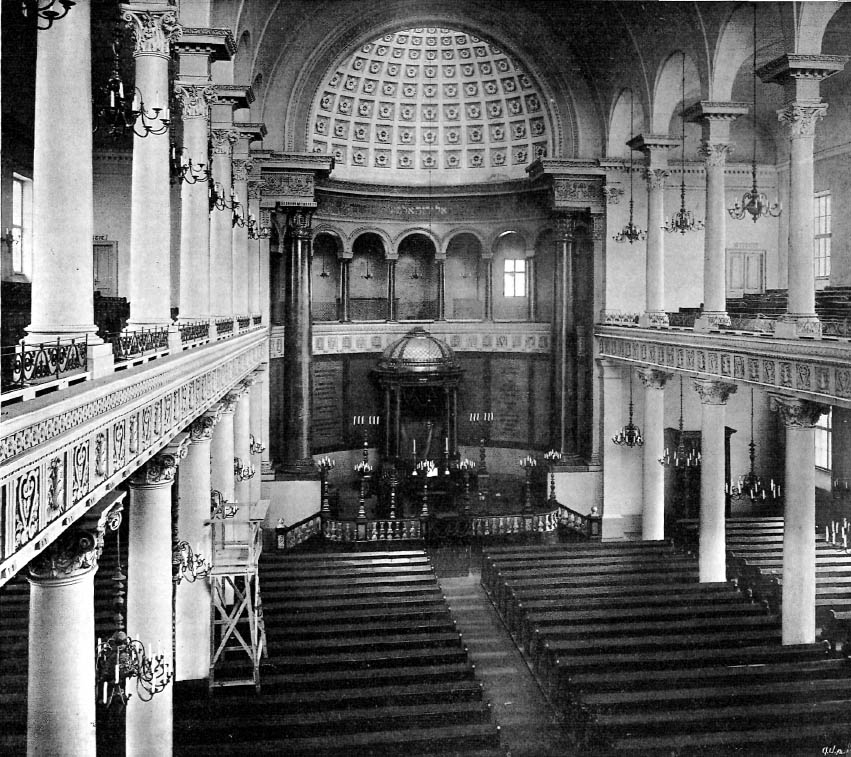
Большая синагога в Варшаве. Вид изнутри. Нач. XX века

В 1924 году Сирота вновь получил предложение из Нью-Йорка, от которого он не смог отказаться, и уехал в США под предлогом вызова в американский суд и опять пропустил главные праздники в Тломацкой синагоге. По возвращении в Варшаву из Нью-Йорка он узнал, что уволен единогласным решением руководства синагоги. Борьба против этого решения продолжалась два года, в продолжение которых Сирота свободно разъезжал с концертами за рубежом. Так как руководство синагоги не смогло найти Сироте достойную замену, 13 июня 1926 года его восстановили в должности оберкантора Тломацкой синагоги.
Однако перемирие оказалось зыбким. К прежним конфликтам добавилось и недовольство прихожан синагоги новым певческим стилем Сироты, всё более изменявшимся в угоду публике (особенно американской) в сторону увлечения фиоритурами, не связанными с содержанием молитв. С другой стороны, оберкантор Сирота был недоволен нежеланием повысить его зарплату и обеспечить надёжную пенсию. В результате в июле 1927 года Сирота подал заявление об уходе и переехал из дома, принадлежавшего синагоге, где он с семьёй прожил 22 года, в свой собственный.
И в этот раз он уехал в США и пел на службах Еврейского Нового Года и Судного Дня в Гарлеме. По возвращении в Варшаву Сирота надеялся на повторение на восстановление его в должности, но на пост оберкантора Тломацкой синагоги был принят 28-летний Моше Кусевицкий, ранее бывший кантором в Вильне.

### Последние годы жизни

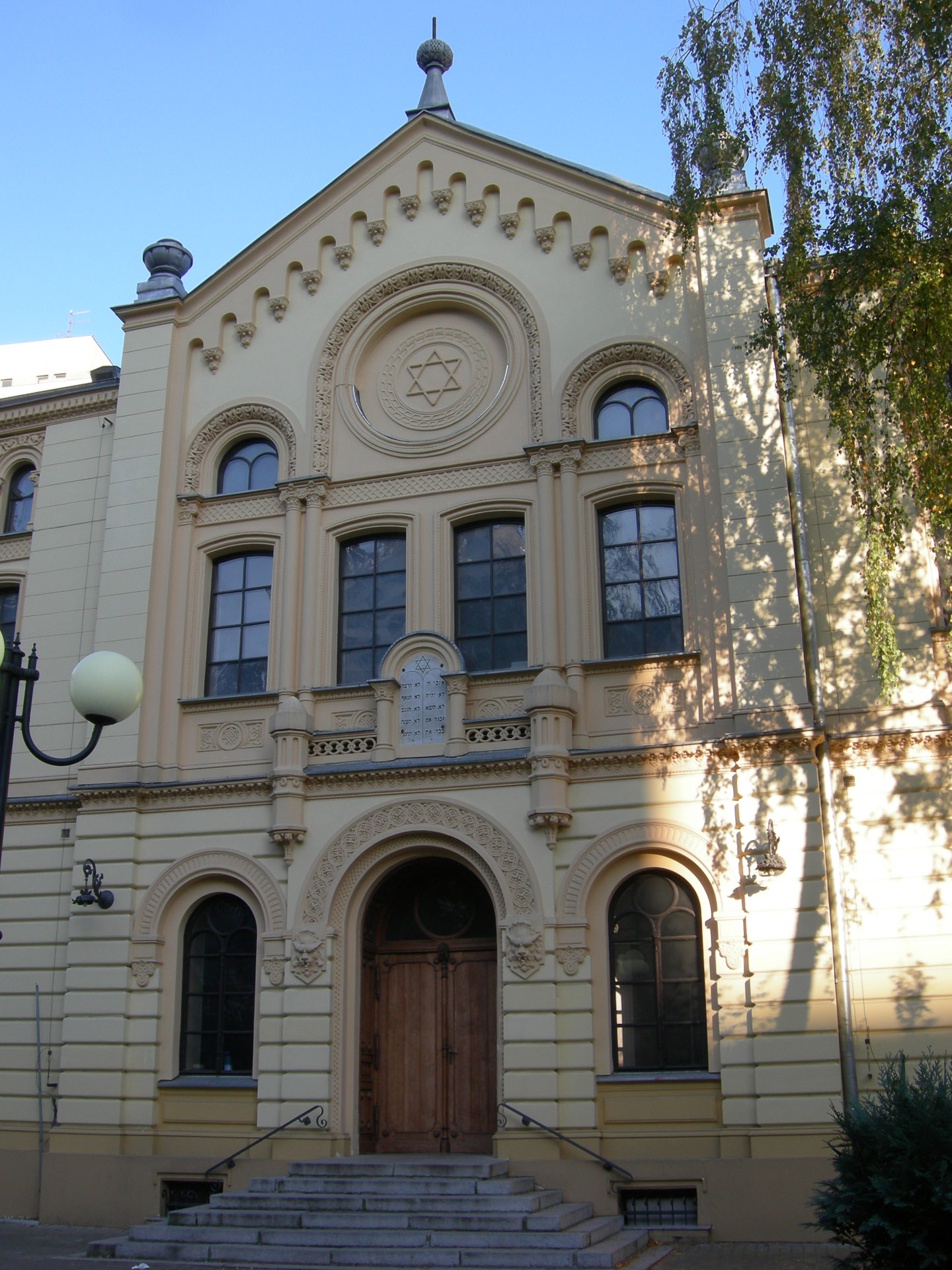
Синагога Ножиков в Варшаве, где Сирота служил в 1930—1935 годах

Гершон Сирота превратился в постоянно путешествующего артиста-кантора, выступавшего в США, Монреале, Буэнос-Айресе, Тель-Авиве и во многих других городах. Сироте в то время было уже за пятьдесят, пик его вокальной формы был позади. Голос стал показывать признаки износа: пение стало более затруднительным, робастная «труба» и форте стали продолжающейся вокализацией. Несмотря на это, Сирота сохранил удивительную твёрдость и силу голоса.
Устав от изнурительных гастролей и желая проводить больше времени с семьёй, Сирота принял в 1930 году предложение стать кантором в Синагоге Ножиков в Варшаве и прослужил там 5 лет.
6 июня 1934 года в варшавском Колизее состоялся гала-концерт Сироты по случаю 30-летия его творческой деятельности в Варшаве.
В 1935 году Сирота выступал в Тель-Авиве вместе с хором Лео Лёва. В 1936‒1937 годах он пел в Буэнос-Айресе, а затем вернулся выступлением в Симфоническом зале Лодзи. В 1938 году Гершон Сирота провёл молитву на еврейский новый год и Судный день в Марипольской синагоге Анше Шолом в Чикаго. На Суккот выступал в Милуоки, а перед возвращением в Варшаву принял предложение спеть молитвы Шабата в канадском Виннипеге. Как и прежние выступления в Америке, эти гастроли прошли успешно.
Узнав о тяжёлой болезни жены, он вместе сыном Нафтули поспешил в Варшаву. Александр Эйдельман пишет, что «когда Г. Сирота стал собираться домой, в Варшаву, новые друзья его предупредили, чтобы он этого не делал, то есть не ехал в Польшу. Американцам было ясно, что ничего хорошего польских евреев не ожидает. Но он не мог поверить в то, что немцы возьмутся за невинных евреев, рассеянных по всей Европе».
В апреле 1940 года Сироте удалось послать менеджеру канторов Бушу Валаху в Нью-Йорк просьбу о визе для него, его сына Нафтули и дочери Ентл. Сирота также направил письма менеджеру канторов Иосифу Гейману в Чикаго и бывшему дирижёру хора, своему другу Лео Лёву. Но ответов он не получил.
Последняя служба Сироты, согласно рассказам немногих уцелевших свидетелей, состоялась в Судный День, выпавший в том году на 1 ноября 1941 года, в стенах заброшенной фабрики на территории Варшавского гетто, которая использовалась в качестве синагоги.
Погиб от удушья 19 апреля 1943 года вместе с семьёй при пожаре в подвале дома по улице Волынская, 6 при подавлении восстания в варшавском гетто. Все его взрослые дети с семьями также погибли в Варшавском гетто. Памятный кенотаф Гершона Сироты был установлен на Геншенском кладбище уже после войны.

## Творчество
Гершон Сирота обладал прекрасным голосом — драматическим тенором с баритональной серединой диапазоном более трёх октав. При этом все регистры его голоса были удивительно ровными. «Голос без начала и конца» — так отозвался о нём Лео Лёв. Сирота обладал натуральной колоратурой, мог заливаться трелями и пел в стиле бельканто. Он мог без усилий взять верхнее «ми» и даже «фа» второй октавы спросонья, лёжа в кровати.
Даже будучи знаменитым, Сирота продолжал совершенствоваться. Если в начале его певческой карьеры голос был практически единственным достоянием Сироты, то со временем он стал зрелым универсальным кантором, способным изумлять свою аудиторию импровизацией и глубокой интерпретацией иудейских молитв. Пение Сироты поражало слушателей темпераментом, «огненной» интерпретацией, артист обладал сценическим обаянием и благородством стиля.
Несмотря на технические ограничения, сохранившиеся записи Сироты передают яркое ощущение необыкновенной силы и выразительный диапазон его голоса. Это был блестящий и богатый инструмент, как тёплый и проникновенный, так и способный на экстраординарные драматические контрасты. Влияние современного ему оперного стиля проявляется, по-видимому, в его использовании искусной колоратуры и в его открытом, итальянизированном вокале, особенно в верхнем регистре. В значительной мере, эмоциональное воздействие его пения было обусловлено вокальными жестами и украшениями, которые занимают центральное место в восточноевропейской канторской традиции, включающей в себя не только традиционные модальные схемы, но также глоттальные атаки и глиссандо, изменение высоты (пение между стандартными хроматическими высотами), трели, внезапные динамические контрасты, и специфическое использование хорошо отработанной колоратуры на службе текста и аффективного выражения.

## Дискография
На протяжении своей долгой карьеры Гершон Сирота осуществил более 175 граммофонных записей. Первые записи были сделаны в 1902 году для Gramophone & Typewriter Company в Варшаве. Голос кантора на этих записях уже вполне установившийся по тембру, тесситуре и колоратурной орнаментации, но плохо записанное хоровое сопровождение зачастую перекрывает солиста и затрудняет прослушивание. Сирота продолжил сотрудничество с этой фирмой в последующие годы, и сохранившаяся переписка между основной студией в Варшаве и филиалами в Германии и России подтверждает важное коммерческое значение кантора для этой фирмы. Все граммофонные издания Сироты на фирме Victor в 1903—1912 годах были переизданиями варшавских записей. В перерывах между контрактами Сирота также записывался для Pathé Records (10 грампластинок на 78 оборотах и цилиндров, 1905), Фаворитъ-Рекордъ (1908), позже лицензированные американской Columbia Records. Считается, что эти последние записи демонстрируют голос певца в период его творческого расцвета. В 1910 году последовали записи для каталога Beka Records, после чего он не записывался до 1923 года, когда Imperial Records осуществили его новые записи во время гастролей в Великобритании. Последовавшие за ними записи на Syrena Rekord, по всей видимости переиздания материала также исходно записанного на Imperial Records, стали последними акустическими записями певца. В 1928 году Orchestrola выпустила электромеханические записи Сироты, за которыми последовали издания на Columbia Records. На этих записях голос кантора уже значительно темнее и менее подвижный, но такой же бархатный, как прежде. В это же время Orchestrola начала выпускать концертные подборки Сироты на восьми- и десятидюймовках, очевидно записанные во время службы в синагоге. Самые качественные записи были выпущены Columbia Records в последующие несколько лет. Последние записи певца были сделаны для Decca Records в 1931 году (две композиции) и, наконец, Crystalate Gramophone Record Manufacturing Company выпустили односторонний сингл в 1932 году. Множество лицензированных переизданий всех этих записей выходили на фирмах звукозаписи разных стран (Zonophone, Brunswick, Odeon, Clausophon, Usiba, Scala, United). Последней сохранившейся записью голоса Гершона Сироты является саундтрек киноленты на идише Диббук режиссёра Михала Вашиньского (идиш דער דיבוק‎, Варшава, 1937).
Оперный репертуар Гершона Сироты обыкновенно выпускался под сценическим псевдонимом «И. Сиротини».
Современные переиздания:
- Gershon Sirota (записи 1902—1932 годов). Symposium Records 1147 (Великобритания, 1993).
- Tru’at Melech (Prayer Portions for Cantor). Hataklit (Хайфа, 2008).
- Pearls Of Jewish Liturgical Music: Cantor Gershon Sirota. Israel Music (Tamuz Records, 2015).

Записи Гершона Сироты включены также в ряд современных антологий и сборников канторского пения.

## Семья
- отец — Шулим-Лейб Сирота
- жена — Сора-Ривка Лейб-Ицковна Сирота[2]
- дети[32]:
  - Юлиан
  - Гелена (1905—1943)[33]
  - Нафтули
  - Роман